# 密克罗尼西亚联邦国徽
密克羅尼西亞聯邦國徽是圓形，中心圖案為椰子浮在海上。背景為四顆白色五角星，代表四個州：雅浦（Yap）、丘克（Chuuk）、波納佩（Pohnpei）和科斯雷（Kosrae）。綬帶上以英文書有國家格言「和平、團結、自由」（Peace Unity Liberty）。下方1979為聯邦成立的年份。外環以英文書以「密克羅尼西亞聯邦政府」（Government of the Federated States of Micronesia）。該國徽類似過去太平洋群島託管地的徽章。該國徽由密克羅尼西亞聯邦國會（Congress of the Federated States of Micronesia）所採用，然後經由美國國會承認。